# Le Friquet
Le Friquet is een Franse dramafilm uit 1914 onder regie van Maurice Tourneur. Het scenario is gebaseerd op de gelijknamige roman uit 1901 van de Franse auteur Gyp.

## Verhaal
Graaf Hubert de Ganges neemt een rondtrekkende circusartieste onder zijn hoede, die verliefd wordt op hem. Wanneer hij zijn verloving met een nicht aankondigt, keert de artieste terug naar het circus. Als ze de graaf en zijn bruid tijdens een acrobatisch nummer in het publiek opmerkt, springt ze haar dood tegemoet.

## Rolverdeling
| Acteur         | Personage        |
| -------------- | ---------------- |
| Polaire        | Le Friquet       |
| Henry Roussel  | Hubert de Ganges |
| César          | Le Mafflu        |
| André Dubosc   | Charley          |
| Renée Sylvaire |                  |
| Gilbert Dalleu |                  |